# Antoni Brownsford
Antoni Ernest Adolf Brownsford (ur. 8 lipca 1826 w Borzejewie, zm. 9 stycznia 1899 w Poznaniu) – rolnik, publicysta, redaktor.

## Życiorys
Urodził się w rodzinie Andrzeja Brownsforda i Anny Schadyk. Ukończył gimnazjum Marii Magdaleny w Poznaniu. Dzierżawił wieś Lubowiczki. Ożenił się z Rozalią Grabską, jego synem był Kazimierz Brownsford - Marszałek Senior Sejmu I kadencji.
Był autorem wielu książek o tematyce rolniczej oraz licznych artykułów w czasopismach rolniczych. Od 1889 redagował tygodnik "Poradnik Gospodarski", powstały z inicjatywy Maksymiliana Jackowskiego.
Jego autorstwa jest między innymi Podręcznik do racyonalnego żywienia zwierząt gospodarskich - Wydawnictwo Redakcyi "Hodowcy", 1885, 367 s..
Zmarł w Poznaniu, gdzie spoczywa na cmentarzu Zasłużonych Wielkopolan.